# Ramatoulaye Diakhaté
Ramatoulaye Diakhaté (Dakar, 5 agosto 1971) è un'ex cestista senegalese.

## Carriera
Con il Senegal ha partecipato ai Campionati mondiali del 1990.